# Michel Babatunde
Michel "Jesus" Babatunde , né le 24 décembre 1992 à Lagos, est un footballeur international nigérian évoluant au poste de milieu offensif avec le Wydad de Casablanca. 
À la fois dribbleur et passeur et doté d'un bon pied gauche, il commence son parcours junior au sein du club Water FC et rejoint le Heartland FC, où il passe une saison avec le club nigérian avant de signer un contrat de deux ans avec le club ukrainien Kryvbass Kryvyï Rih, à l'âge de 19 ans.

## Biographie
Michel Babatunde ou Michael Babatunde est né le 24 décembre 1992 à Lagos au Nigeria où il joue le football à l'âge de 5 ans en compagnie de ses amis aux quartiers pauvres de la ville, par la suite et précisément à 8 ans, le jeune talentueux était un footballeur qui pouvait intimider même ceux qui sont plus âgés que lui, il a aussi réussi à dépasser les obstacles dont son chemin telle sa petite taille. Babatunde rejoint une académie locale de football puis il est sélectionné afin d'évoluer à Water FC Academy Abuja, une des académies professionnels du pays. Babatunde commence sa carrière professionnelle avec le club d'Heartland FC, il passe également de toutes les catégories d'âges U-17 et U-20 avec un total de 188 matches et 101 buts. 
Michel Babatunde se rend en Ukraine à l'âge de 19 ans, et rejoint en 2011 l'équipe ukrainienne de Kryvbass Kryvyï Rih. Michael Babatunde devient rapidement une des stars du Championnat, il inscrit son premier but contre FC Chornomorets Odesa. Babatunde aide beaucoup son club à maintenir sa place Premier League (la première division) de 2010 à 2013 ensuite il décide de quitter l'équipe. Lors de la saison 2012-2013 marque 6 goals au total au championnat ukrainien. Après la fin de son contrat, Michel va rejoindre sous forme de transfert libre le FC Volyn, il a été également invité à représenter l'Équipe du Nigeria de football, Babatunde participe donc à la Coupe des confédérations 2013 puis il joue avec l'équipe nationale du Nigeria en Coupe du monde 2014 au Brésil et il fait une entrée en tant que titulaire contre l'Argentine.
En 2016, Babatunde retourne en Afrique mais cette fois pour évoluer au Maroc au club populaire du pays le Raja de Casablanca présidé par Mohamed Boudrika qui le recrute sous forme de transfert libre lors de la mi-saison au Mercato hivernal. L'entraîneur Rachid Taoussi va titularisé l'international nigeri pour la première fois lors d'une rencontre à domicile au Stade Mohammed-V face au FUS de Rabat, ces derniers vont ouvrir le score, puis c'est Michel Babatunde qui inscrit le but d'égalisation. Il marque donc un but dès sa première apparition aux couleurs des verts et blancs. Babatunde devint rapidement le chouchou des supporters fanatiques et des viragistes du Raja, il obtient également le titre de meilleur joueur étranger au Championnat marocain 2015-2016 d'ailleurs il n'a joué que la deuxième moitié de la Botola Pro. Le contenu du contrat entre Babatunde et l'équipe casablancaise, les closes et l'option d'achat ont été dévulgés, donc les dirigeants se trouvent obliger de vendre Babatunde qui décide de quitter le club après un accord avec la direction du Raja.
Babatunde a été transféré par le club de Qatar Sports Club évoluant à la deuxième division, le montant du transfert fut 1,1 million d'euros. Avec ce club fameux au Qatar, Michel réussit la montée en occupant la deuxième place au classement général, Babatunde s'illustra aussi en étant la première star du club. En division d'élite, l'équipe commence mal la saison, le meneur de jeu nigeri ne jouait pas dans son vrai poste, le manque d'attaquants dans l'effectif l'obligait à prendre d'autres postes comme attaquant de pointe... 
Finalement, Babatunde ne va pas participer à la deuxième moitié de la saison, début 2018, il quitte Qatar SC.
En 2018, il s'engage avec le Wydad Athletic Club pour 3 ans. Près de son ancien club le Raja de Casablanca, Babatunde entre dans des négociations avec le Raja qui vit une vraie crise financière, ces derniers n'ont pas pu signer un accord avec le joueur vu que son prix était élevé. Et c'est le rival du Raja le Wydad de Casablanca qui entre dans le chemin de négociations. Babatunde fut sujet d'une confrontation hors terrain entre les deux rivaux, et c'est le Wydad qui le remporte cette fois. Enfin, Mohamed Aouzal, président temporaire du club, est revenu sur le cas de Babatunde et sur les raisons de son départ au WAC : « Babatunde voulait venir au Raja, son agent n’a pas voulu et a accepté une offre astronomique du WAC. Même si j’avais cet argent, je ne les débourserai pas parce qu’il ne les vaut pas».
Le Wydad Athletic Club qui est le tenant du titre de champion d'Afrique attribue à Babatunde le numéro 10 et c'est le même numéro qu'il portait au Raja.

## Carrière
- 2010-2011 : Heartland FC ( Nigeria)
- 2011-2015 : Kryvbass Kryvyï Rih ( Ukraine)
- 2015 : FK Dnipro ( Ukraine)
- 2015-2016 : Raja Casablanca ( Maroc)
- 2016-2018 : Qatar Sports Club ( Qatar)
- 2018 : Wydad Athletic Club. ( Maroc)

## Palmarès

### Distinctions individuelles
- Meilleur joueur étranger au Championnat du Maroc de la saison 2015-2016.